# 贝里斯 (比斯开省)
贝里斯（西班牙語：Bérriz）是西班牙巴斯克自治区比斯开省的一个市镇。总面积30平方公里，总人口4312人（2001年），人口密度144人/平方公里。